# Ligota (Rybnik)
 Ligota (niem. Ellguth; dawn. Ligota Górna, Ligota Rybnicka) – część miasta Rybnika położona na wschód od centrum miasta. Jej główną osią jest ulica Żorska. Do 1926 samodzielna wieś i gmina.
Obecnie wraz z Kuźnią Ligocką i Raszowcem tworzy dzielnicę Ligota-Ligocka Kuźnia.

## Historia
Ligota do XVIII wieku była osadą rolniczą. Jej nazwa wywodzi się najprawdopodobniej od słowa lgota, czyli wolnizna – chłopi zakładający osadę byli na pewien okres zwolnieni ze świadczeń na rzecz pana. W 1740 roku założone zostały tutaj dwa pierwsze piece hutnicze przez Franciszka Karola Węgierskiego. W latach 1821–1822 wybudowano nowoczesną hutę z młotami napędzanymi przez wodę z rzeki Ruda, której koryto zostało przesunięte specjalnie do tego celu. Pod koniec XIX wieku w wyniku nieopłacalnej działalności huta została zamknięta. 
Od XIX wieku Ligota stanowiła odrębną gminę jednostkową w powiecie Rybnik; w 1871 roku gmina Ellguth liczyła 972 mieszkańców.
Od 1922 w Polsce i województwie śląskim, w powiecie rybnickim. 1 sierpnia 1924 zniesiono obszar dworski Ligota Rybnicka, włączając go do gminy. 15 października 1926 gminę Ligota Rybnicka zniesiono, włączając ją do Rybnika.